# Ken Jennings
Ken Jennings (Jersey City, 10 ottobre 1947) è un attore teatrale e cantante statunitense.
Ha recitato in numerosi musical a Broadway, tra cui: Sweeney Todd: The Demon Barber of Fleet Street (1979; vincitore del Drama Desk Award al miglior attore non protagonista in un musical), Mayor (1985), Grand Hotel (1989), Side Show (1997) e Urinetown: The Musical (2001).